# 喬治亞—奧塞提亞衝突
喬治亞－奧塞提亞衝突是南奧塞提亞與喬治亞持續性種族衝突，於1989年展開，發展成為1991年－1992年南奧塞梯戰爭。儘管喬治亞與奧塞提亞宣布停火，衝突仍然沒有得到解決，輕微武裝事件依然發生。2008年8月，格魯吉亞和南奧塞梯之間外交緊張，衝突爆發，之後發生2008年南奧塞提亞戰爭。

## 歷史
喬治亞和奧塞提亞人之間的衝突可以至少追溯到1918年。在俄國革命二月革命後，奧塞提亞人成立國家委員會，主張奧塞提亞人自治。國家委員會很快的被呼籲將南奧塞提亞併入蘇維埃的布爾什維克黨人所控制。十月革命發生後，南奧塞提亞成為孟什維克派喬治亞民主共和國的一部份，但北奧塞提亞卻成為布爾什維克派泰歷克蘇維埃共和國的一部份。1920年6月，蘇維埃聯邦政府支持的奧塞提亞反抗軍襲擊了喬治亞軍隊和人民。喬治亞擊敗叛亂分子，幾個奧塞提亞村莊被燒毀，20,000名奧塞提亞人流離失所。八個月後，紅軍成功地入侵喬治亞，並於1922年成立喬治亞蘇維埃社會主義共和國政府。喬治亞蘇維埃政府於1922年4月20日成立南奧塞梯自治州。
1980年代後期，蘇聯共產黨總書記戈巴契夫發起「改革重組」，造成喬治亞蘇維埃社會主義共和國（SSR）民族主義上升，國家走向獨立。奧塞梯民族主義組織人民陣線創建於1988年，主張與北奧塞提亞統一。1989年11月10日，南奧塞提亞決定與北奧塞提亞合併。然而，一天後，喬治亞蘇維埃社會主義共和國撤銷決定，並於11月23日率領數千名喬治亞民族主義者開赴南奧塞提亞首府茨欣瓦利。
蘇聯解體後，雙方的爭端后來引發俄羅斯和格魯吉亞的戰爭。